# Brione (Brescia)
Brione (Bréò en dialecto bresciano), es una pequeña localidad de la provincia de Brescia, en la región de Lombardía, en el norte de Italia. Según datos de 2008, la aldea contaba con 665 habitantes censados.
El municipio tiene una superficie de 6.89 km², y limita con los de Gussago, Ome, Polaveno, Sarezzo y Villa Carcina, dentro de la comarca vitivinícola de Franciacorta.

## Evolución demográfica
| Gráfica de evolución demográfica de Brione entre 1861 y 2001 |
|                                                              |
| Fuente ISTAT - elaboración gráfica de Wikipedia              |

- Datos: Q103668
- Multimedia: Brione (comune, Italy) / Q103668

1. ↑  Worldpostalcodes.org, código postal n.º 25060.
2. ↑  «Codici Catastali». Comuni-italiani.it (en italiano). Consultado el 29 de abril de 2017.